# Nissan Ariya
Nissan Ariya – elektryczny samochód osobowy typu SUV Coupé klasy średniej produkowany pod japońską marką Nissan od 2022 roku.

## Historia i opis modelu

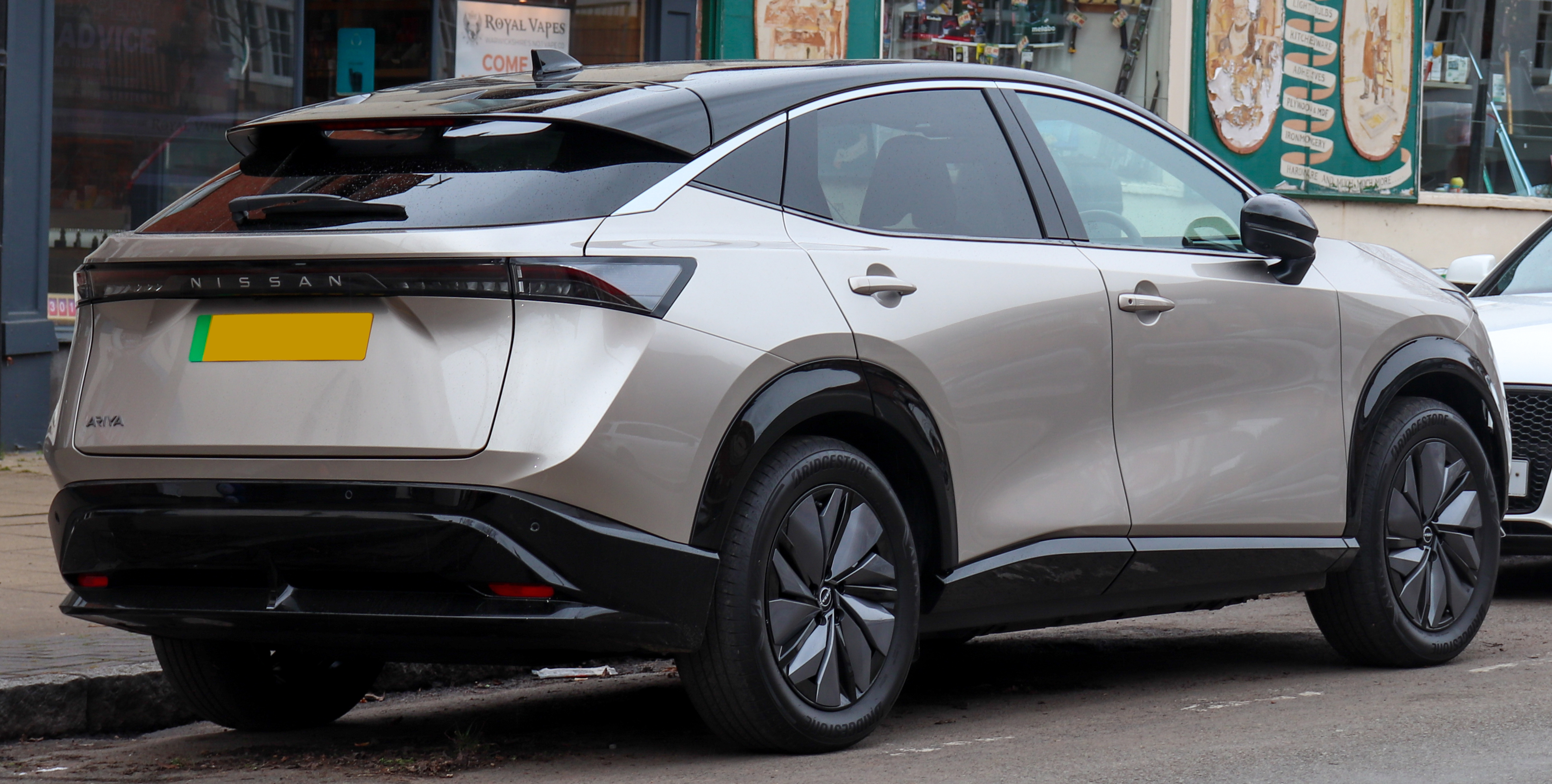
Nissan Ariya – tył

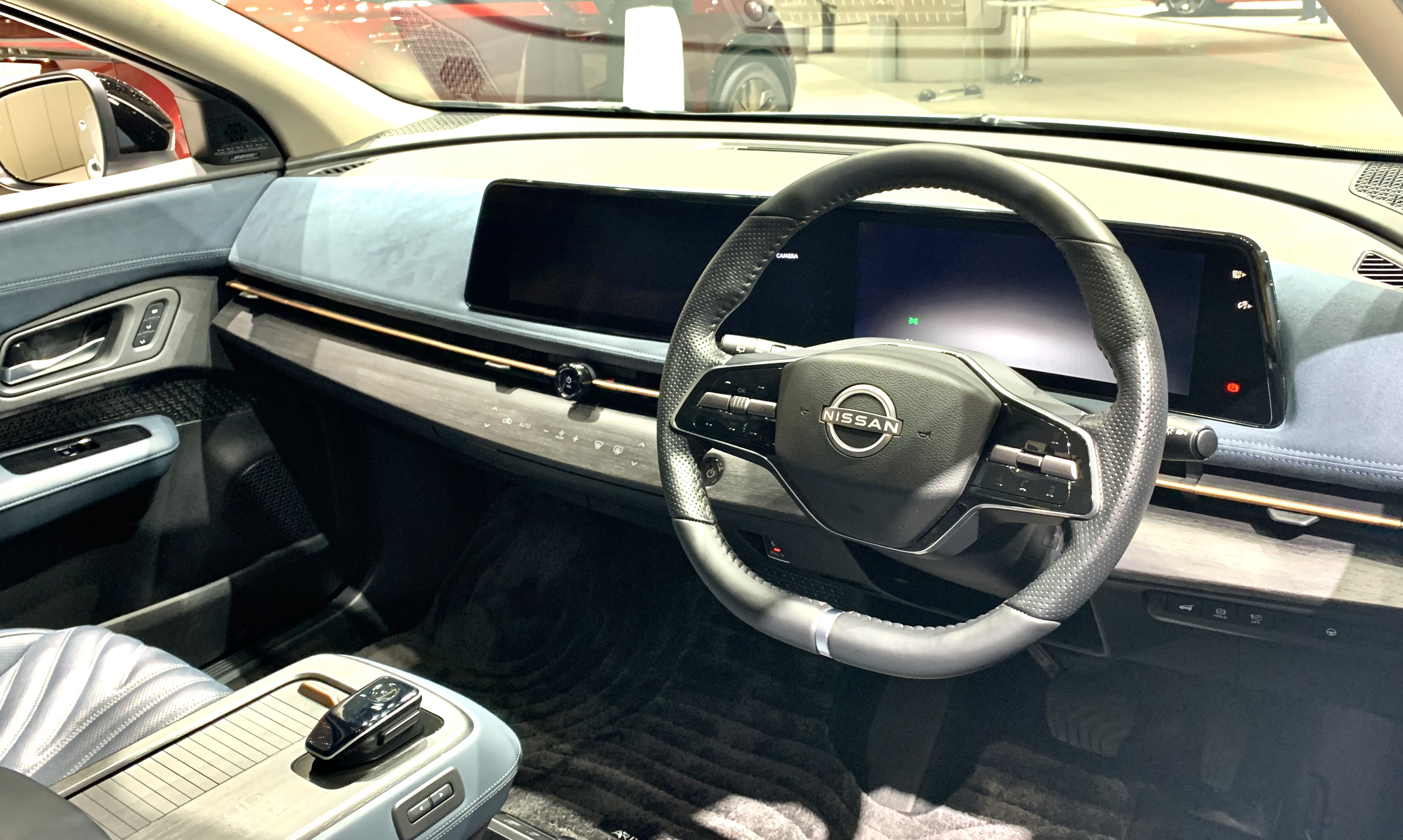
Nissan Ariya – kokpit

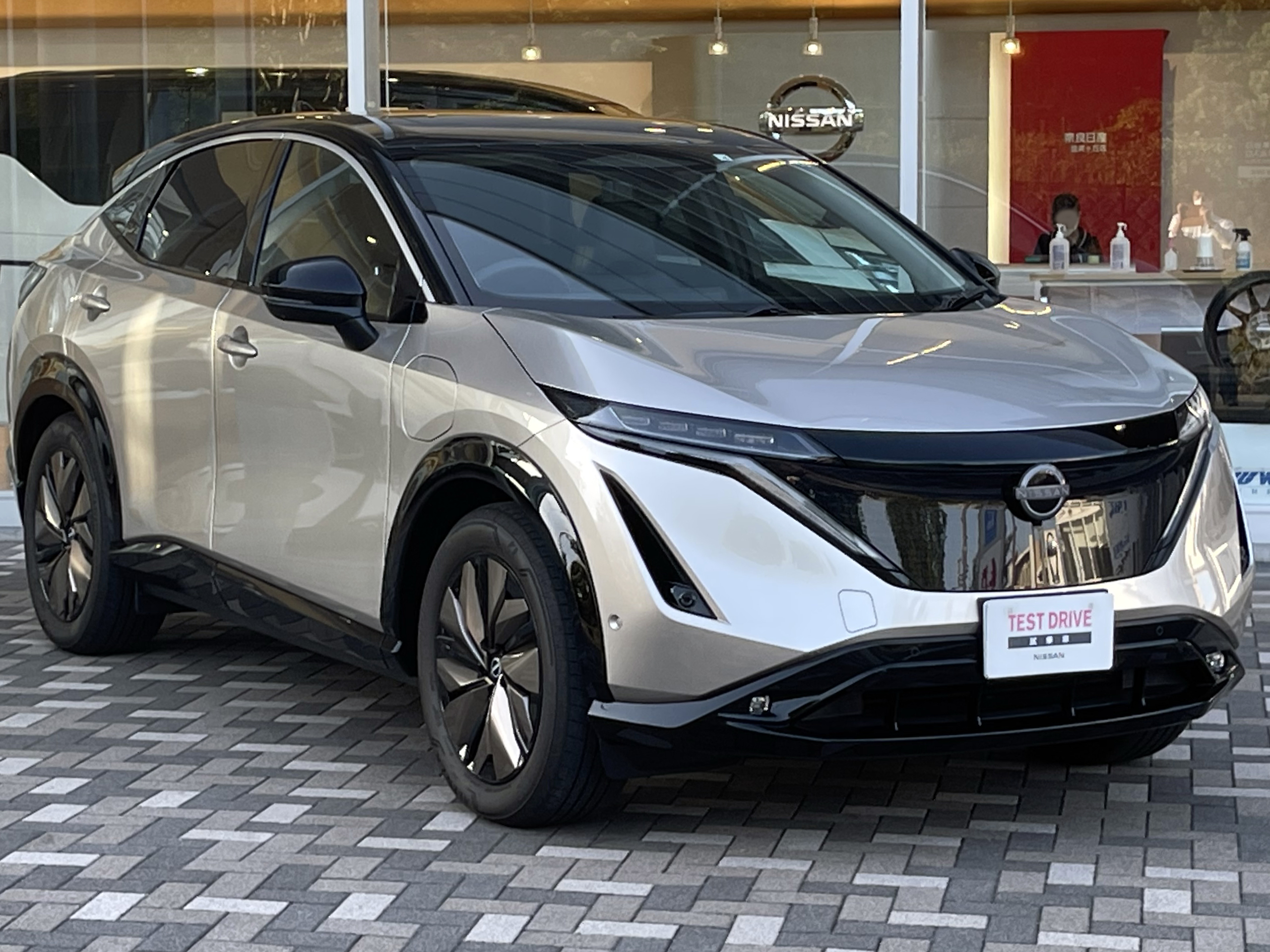
japoński Nissan Ariya

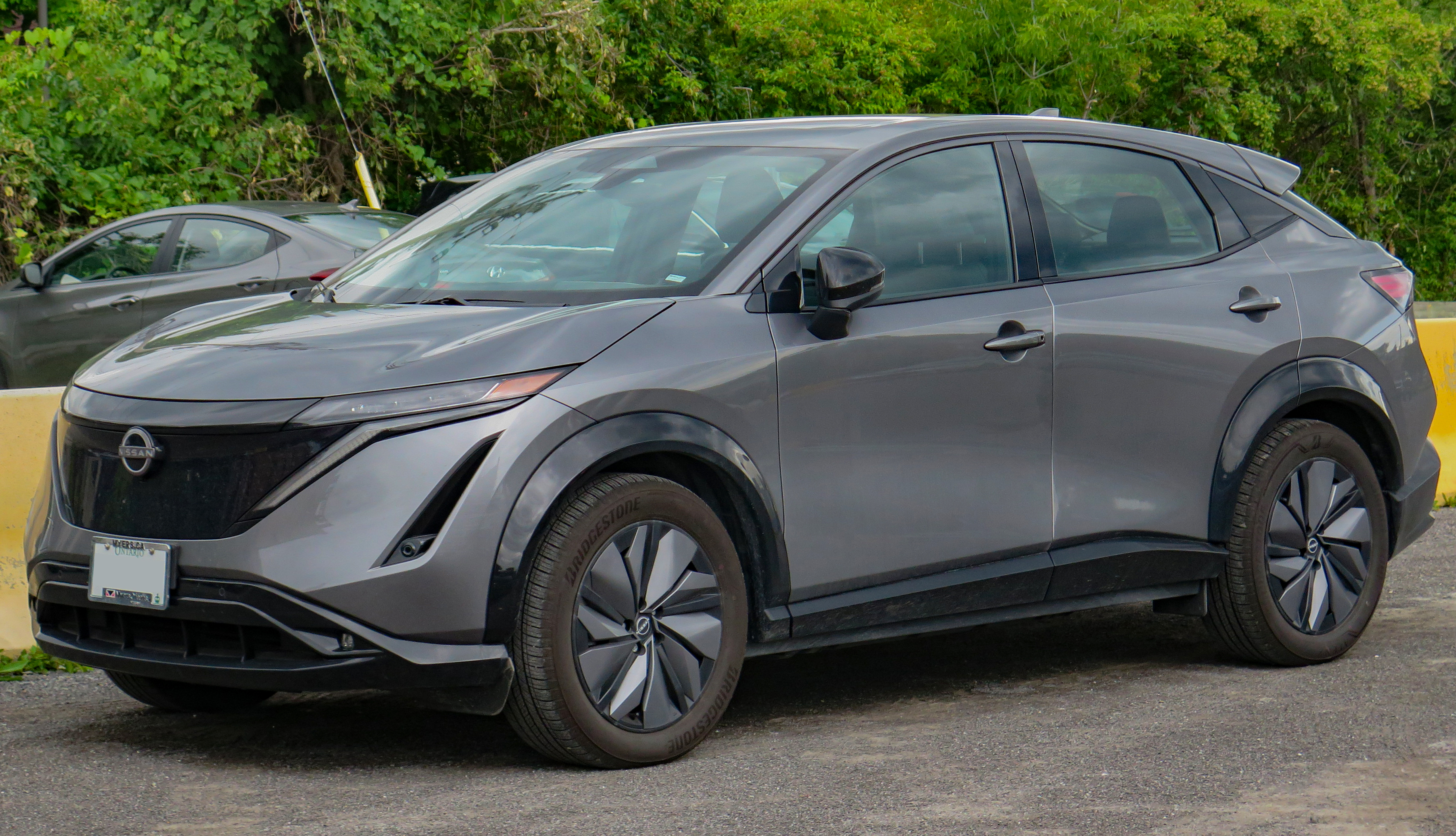
amerykański Nissan Ariya

W październiku 2019 roku podczas targów motoryzacyjnych Tokyo Motor Show zaprezentowany został prototyp elektrycznego SUV-a Nissan Ariya Concept zwiastujący produkcyjny model będący pierwszym od czasu Leafa samochodem elektrycznym opracowanym od podstaw z myślą o tym napędzie. Seryjny Nissan Ariya zadebiutował 9 miesięcy później, debiutując w połowie lipca 2020 podczas prezentacji w siedzibie japońskiej firmy w Jokohamie. Samochód powstał w oparciu o nową modułową platformę CMF-EV aliansu Renault-Nissan-Mitsubishi, na której oparto także przedstawionego rok później mniejszego crossovera Renault Mégane E-Tech Electric. Płyta podłogowa pozwoliła wygospodarować większy rozstaw osi od podobnej wielkości SUV-a X-Trail przy krótszym nadwoziu, zapewniając optymalnie przestronną kabinę pasażerską.
Samochód utrzymany został w nowym, futurystycznym języku stylistycznym Nissana w obszernym zakresie odtwarzającym stylistykę prototypu z 2019 roku. Masywne nadwozie utrzymano w estetyce SUV-a Coupé, z łagodnie opadającą linią dachu i wysoko poprowadzoną linią szyb. Wąskie, podłużne reflektory wykonano w technologii LED oddzielając je od świateł do jazdy dziennej w kształcie bumerangu, z kolei tylne lampy utworzył jednolity pas świetlny pociągnięty przez całą szerokość karoserii z rozszczepionym napisem NISSAN zamiast loga firmowego. Nissan Ariya to pierwszy model firmy przyozdobiony nowym wzorem loga po odświeżeniu go w 2020 roku.
Kabina pasażerska utrzymana została w loftowo-minimalistycznej estetyce, z opcjonalnym wykorzystaniem beżowych i miękkich materiałów wykończeniowych do obicia foteli, boczków drzwi czy słupków oraz podsufitki. Dzięki specyfice płyty podłogowej, producent wygospodarował w kabinie pasażerskiej jak największą przestrzeń dla pasażerów obu rzędów siedzeń, potęgowaną przez panoramiczny otwierany dach. Fotele wyposażono w opcjonalną funkcję wentylowania, z kolei centralny tunel można przesuwać. Prosty projekt deski rozdzielczej zdominowały dwa ekrany o przekątnej 12,3 cala ukryte pod jedną taflą szkła, które tworzą cyfrowe zegary oraz centralny, dotykowy wyświetlacz systemu multimedialnego. Tradycyjne przyciski w kabinie pasażerskiej zastąpiono znikającymi pod drewnianym wykończeniem polami dotykowymi typu „capacitive touch”. Producent zamierza dostarczać aktualizacje oprogramowania samochodu przez internet (ang. over-the-air, OTA). Samochód jest wyposażony w system aktywnego bezpieczeństwa ProPILOT Assist 2.0, bezprzewodowy system Apple CarPlay i przewodowy Android Auto, oraz system Nissan Safety Shield 360.

### Sprzedaż
Choć premiera Nissana Ariya odbyła się w połowie 2020 roku, tak debiut rynkowy samochodu w poszczególnych regionach świata został rozłożony na kolejne 2 lata m.in. z powodu niedoboru półprzewodników opóźniającego planowane ukończenie pierwszych egzemplarzy. W pierwszej kolejności samochód zadebiutował na rodzimym rynku japońskim, gdzie zbieranie zamówień zapoczątkowano ostatecznie w czerwcu 2021. Następnie, samochód wzbogacił ofertę Nissana na rynkach Ameryki Północnej, gdzie zbieranie zamówień otwarto w listopadzie 2021, z dostawami pierwszych sztuk rozpoczętymi dopiero rok później – końcówce 2022 roku.
W międzyczasie, rynkowy debiut samochodu miał miejsce w grudniu 2021 roku w kolejnym kluczowym regionie, Europie. Dostawy pierwszych egzemplarzy rozpoczęły się m.in. w Wielkiej Brytanii w lipcu 2022, z kolei w Polsce pula przeznaczonych na 2022 rok 250 egzemplarzy wyprzedała się w październiku tego samego roku z pierwszymi dostawami wyznaczonymi na wiosnę 2023. Niezależnie od japońskiej fabryki Nissana, z której egzemplarze Ariyi są dostarczane do klientów lokalnie i na rynkach eksportowych, od września 2022 samochód jest także produkowany w Chinach w zakładach tutejszego joint-venture Dongfeng Nissan. Zakłady zaspokajają lokalne potrzeby rynkowe.

### Dane techniczne
| Wariant                       | Standard Range | Standard Range | Extended Range | Extended Range | Extended Range  | Extended Range | Extended Range | Extended Range | Extended Range |
| Napęd                         | FWD            | AWD            | FWD            | AWD            | AWD Performance |                |                |                |                |
| ----------------------------- | -------------- | -------------- | -------------- | -------------- | --------------- | -------------- | -------------- | -------------- | -------------- |
| Pojemność baterii             | 65 kWh         | 65 kWh         | 90 kWh         | 90 kWh         | 90 kWh          | 90 kWh         | 90 kWh         | 90 kWh         | 90 kWh         |
| Zasięg (WLTP)                 | 360 km         | 340 km         | 500 km         | 460 km         | 400 km          |                |                |                |                |
| Moc maksymalna                | 215 KM         | 275 KM         | 239 KM         | 302 KM         | 389 KM          |                |                |                |                |
| Maks. moment obr.             | 300 Nm         | 560 Nm         | 300 Nm         | 600 Nm         | 600 Nm          |                |                |                |                |
| Przyśpieszenie 0–100 km/h     | 7,5 s          | 5,9 s          | 7,6 s          | 5,7 s          | 5,1 s           |                |                |                |                |
| Prędkość maksymalna           | 160 km/h       | 200 km/h       | 160 km/h       | 200 km/h       | 200 km/h        |                |                |                |                |
| Prędkość ładowania (DCFC)     | do 130 kW      | do 130 kW      | do 130 kW      | do 130 kW      | do 130 kW       |                |                |                |                |
| Prędkość ładowania (standard) | 7,4 kW         | 7,4 kW         | 22 kW          | 22 kW          | 22 kW           |                |                |                |                |
| Pojemność bagażnika           | 468 l          | 415 l          | 468 l          | 415 l          | 415 l           |                |                |                |                |